# Новоисламбуль
Новоисламбуль — деревня в Кривошеинском районе Томской области, Россия. Входит в состав Кривошеинского сельского поселения.

## История
Основана в 1910 г. В 1926 году посёлок Исламбульский состоял из 87 хозяйств, основное население — татары. Центр Исламбульского сельсовета Кривошеинского района Томского округа Сибирского края.

## Население
| 1926 | 2002 | 2010 | 2012 | 2013 | 2014 | 2015 |
| ---- | ---- | ---- | ---- | ---- | ---- | ---- |
| 477  | ↘238 | ↘168 | ↘155 | ↘151 | ↘141 | ↘136 |
| 2021 |      |      |      |      |      |      |
| ↘111 |      |      |      |      |      |      |

В селе проживают татары-мишари.